# スチュアート・ウィルソン
スチュアート・コナン・ウィルソン（Stuart Conan Wilson, 1946年12月25日 - ）は、イギリスの俳優。イングランド・サリー州・ギルフォード出身。父親はイギリス空軍の軍人。王立演劇学校で学んだのち、ロイヤル・シェイクスピア・カンパニーの舞台に立ち、主役を務めるまでになる。
1970年代からテレビ・映画に進出。

## 主な出演作品
- アンナ・カレーニナ Anna Karenina (1977) テレビミニシリーズ
- 裏切りの氷河 Running Blind (1978) テレビドラマ
- ゼンダ城の虜 The Prisoner of Zenda (1979)
- 南十字星 The Southern Cross / The Highest Honor (1982) 日本・オーストラリア合作映画
- ウェザビー Wetherby (1984)
- リーサル・ウェポン3 Lethal Weapon 3 (1992)
- ミュータント・ニンジャ・タートルズ3 Teenage Mutant Ninja Turtles III (1993)
- エイジ・オブ・イノセンス/汚れなき情事 The Age of Innocence (1993)
- ノー・エスケイプ No Escape (1993)
- 死と処女 Death and the Maiden (1994)
- 第一容疑者 Prime Suspect (1995) パート4&6 テレビ映画
- ザ・ロック The Rock (1996) クレジットなし
- マスク・オブ・ゾロ The Mask of Zorro (1997)
- エネミー・オブ・アメリカ Enemy of the State (1998)
- 愛ここにありて Here on Earth (2000)
- 愛のエチュード The Luzhin Defence (2000)
- SLOW BURN 伝説のダイヤモンド Slow Burn (2000)
- バーティカル・リミット Vertical Limit (2000)
- レジェンド・オブ・アロー Princess of Thieves (2001) テレビ映画
- ダイノトピア Dinotopia (2002) テレビミニシリーズ
- アウト・オブ・タイム Unstoppable (2004)
- ホット・ファズ -俺たちスーパーポリスメン!- Hot Fuzz (2007)
- グラインドハウス“Don't/ドント” Grindhouse "Don't" (2007)
- MI-5 英国機密諜報部 Spooks (2008) テレビドラマ